# Harry Grant (cyclisme)
Harry Grant (1906-1993) est un coureur cycliste britannique spécialisé dans les épreuves de demi-fond. Il fut champion britannique amateur en 1926, 1928 et 1931. Au moment où il est devenu professionnel en 1932, il détenait quatre records britanniques amateurs. Il a également remporté de nombreuses courses en Europe et a détenu à trois reprises le record du monde de l'heure derrière motos.

## Jeunesse
Grant est né à Colchester, Essex et a grandi à Londres.

## Carrière cycliste

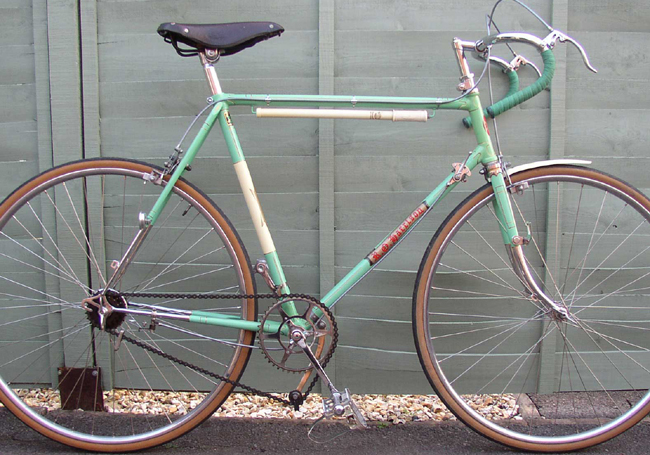
Le "Harry Grant", un modèle produit en 1938 par RO Harrison.

Membre des Imperial Wheelers, il remporte le championnat britannique des 50 milles derrière  tandem en 1926, 1928 et 1931. En 1929, il établit le record britannique du mile départ lancé en 1 min 17,6 s et le record départ arrêté avec 1 min 29,8 s.
Il passe professionnel en 1932 et part à Paris, où il fait équipe avec le belge Léon Vanderstuyft. En juillet 1932, il bat le record du monde de l'heure derrière motos, entrainé par Vanderstuyft, il parcourt 83,966 km. Ce record est battu 24 heures plus tard par Aimé Constant. Le 5 octobre 1932, Grant couvre 88,671 km dans l'heure. Douze heures plus tard, celui-ci est battu par Aimé Constant mais Grant le reprend le lendemain parcourant 90,971 km,,,. Il remporte les Cent Milles devant Erich Metze au Parc des Princes en 1935,,.
En Grande-Bretagne, il remporte le record professionnel du départ arrêté sur un mile avec 1 min 35,8 s.
Il participe aux championnats du monde en 1932, 1933, 1935 et en 1937,, entrainé par l'allemand Albert Käser, il finit 2e de la petite finale.
Il prend le départ des six jours de Londres 1936, associé à Sydney Cozens et en 1937, associé au néerlandais Jan Van Kempen.
Les sponsors de Grant sont des fabricants de vélos britanniques tels que RO Harrison et Maurice Selbach (en). C'est sur un Selbach que Grant a battu le record du monde de l'heure,.Harrison a donné son nom à son modèle haut de gamme.
À la fin des années 1940, Grant roule sous les couleurs du club cycliste Norwood Paragon du sud de Londres au vélodrome de Herne Hill.
Plus tard, Grant retourne à Colchester, où il rejoint le club cycliste Colchester Rovers. Il célèbre son 80e anniversaire en 1986 en participant au 100 km Windmill Ride, après quoi les organisateurs de la randonnée lui ont remis une médaille commémorative.

## Mort et commémoration
Grant est mort à West Bergholt, près de Colchester, en mars 1993, âgé de 86 ans.

### Hommage
Les réalisations de Grant ont été célébrées en 1932 lorsque Cycling Weekly lui a consacré une page dans le Livre d'Or du cyclisme.